# Wilhelm Giese
Wilhelm Giese (Metz, 20 de febrero de 1895 — Buchholz in der Nordheide, 27 de abril de 1990) fue un escritor, lingüista, romanista e hispanista alemán de una vasta producción filológica y etnográfica.

## Biografía
Wilhelm Giese nació en la ciudad de Metz (Lorena), hoy en día Francia, cuando todavía pertenecía a Alemania. Hizo la educación secundaria en Kaiserslautern, empezando a estudiar posteriormente en Múnich, momento en el que comenzó la Primera Guerra Mundial y fue llamado a filas. En ese periodo fue encarcelado en Francia y no regresó a Alemania hasta el año 1920.
Desde el año 1923 trabajó como bibliotecario en el Instituto Iberoamericano de Hamburgo. Un año después se doctoró con Bernhard Schädel con la obra Waffen nach der spanischen Literatur des 12. und 13. Jahrhunderts (Las armas según la literatura española de los siglos XII y XIII). En Hamburgo, Kiel y Posen desarrollo una rica actividad pedagógica relacionada con las lenguas y culturas románicas y célticas, entre otras.
En la década de los 30 del siglo XX viajó por la península ibérica, donde además del español y el portugués se interesó por otras lenguas y culturas, como la vasca y la catalana.
En 1935 consiguió una plaza de profesor en Halle (Sajonia-Anhalt). 
En el año 1937 se hizo miembro del nazi
Tras la guerra, entre 1939 y 1960 fue profesor no numerario en Hamburgo.

## Obras (selección)
- 1924. Waffen nach der spanischen Literatur des 12. und 13. Jahrhunderts (Las armas según la literatura española de los siglos XII y XIII).[2]
- 1937. Sierra y campiña de Cádiz (Nordost-Cádiz. Ein kulturwissenschaftlicher Beitrag zur Erforschung Andalusiens, Halle)
- 1949. Historia de la literatura española y portuguesa (Geschichte der spanischen und portugiesischen Literatur), Bonn
- 1962. Los pueblos románicos y su cultura popular. Guía etnográfico-folklórica, Bogotá
- 1964. La cultura de España, Portugal e Iberoamérica, , Konstanz